# Boerenstreek (Westerkwartier)
Boerenstreek (ook gespeld Boerestreek) is een buurt in de gemeente Westerkwartier in de provincie Groningen. Het streekje ligt ten zuiden van Zevenhuizen, tegen de provinciegrens met Drenthe. Het heeft ongeveer 100 inwoners.